# SingStar

Logo ufficiale della serie

SingStar è una serie di videogiochi sviluppati da London Studio e pubblicati da Sony Interactive a partire dal 2004.
Tramite degli appositi microfoni, i videogiochi della serie permettono di cantare canzoni di ogni genere e artista con lo stile del karaoke; oltre a quelli presenti disco, ogni capitolo permette di scaricare nuove tracce da un catalogo online accessibile tramite il PlayStation Network.

## Videogiochi
| Anno | Titolo                         | Piattaforma   |
| ---- | ------------------------------ | ------------- |
| 2004 | SingStar                       | PlayStation 2 |
| 2004 | SingStar Party                 | PlayStation 2 |
| 2005 | SingStar Pop                   | PlayStation 2 |
| 2005 | SingStar '80s                  | PlayStation 2 |
| 2006 | SingStar Rocks!                | PlayStation 2 |
| 2006 | SingStar Anthems               | PlayStation 2 |
| 2006 | SingStar Legends               | PlayStation 2 |
| 2007 | SingStar Pop Hits              | PlayStation 2 |
| 2007 | SingStar 90s                   | PlayStation 2 |
| 2007 | SingStar Amped                 | PlayStation 2 |
| 2007 | SingStar Rock Ballads          | PlayStation 2 |
| 2007 | SingStar R&B                   | PlayStation 2 |
| 2007 | SingStar Italian Party         | PlayStation 2 |
| 2008 | SingStar Italian Greatest Hits | PlayStation 2 |
| 2008 | SingStar Italian Party 2       | PlayStation 2 |
| 2008 | SingStar Summer Party          | PlayStation 2 |
| 2007 | SingStar                       | PlayStation 3 |
| 2008 | SingStar Vol. 2                | PlayStation 3 |
| 2008 | SingStar ABBA                  | PlayStation 3 |
| 2009 | SingStar Vol. 3                | PlayStation 3 |
| 2009 | SingStar Queen                 | PlayStation 3 |
| 2009 | SingStar: A tutto pop          | PlayStation 3 |
| 2009 | SingStar Vasco Rossi           | PlayStation 3 |
| 2010 | SingStar Guitar                | PlayStation 3 |
| 2010 | SingStar Dance                 | PlayStation 3 |
| 2014 | SingStar Ultimate Party        | PlayStation 4 |
| 2017 | SingStar Celebration           | PlayStation 4 |

## Singstar
Singstar è il primo gioco della serie.

### Tracce diSingStar
- a-ha - Take on Me
- Alexia - Egoista
- Atomic Kitten - Eternal Flame
- Avril Lavigne - Complicated
- Blondie - Heart of Glass
- Blue - One Love
- Busted - Crashed the Wedding
- Daniele Silvestri - Salirò
- Deee-Lite - Groove Is in the Heart
- Dido - Thank You
- Elvis Presley - Suspicious Minds
- George Michael - Careless Whisper
- Jamelia - Superstar (canzone lancio del videogioco)
- La Differenza - In un istante
- Liberty X - Just a Little
- Madonna - Like a Virgin
- Mis-Teeq - Scandalous
- Motörhead - Ace of Spades
- Paola & Chiara - Vamos a bailar
- Pink (cantante) - Get the Party Started
- Rick Astley - Never Gonna Give You Up
- Roy Orbison - Oh, Pretty Woman
- S Club 7 - Don't Stop Movin'
- Sophie Ellis-Bextor - Murder on the Dancefloor
- Subsonica - Nuova ossessione
- Sugababes - Round Round
- The Darkness - I Believe in a Thing Called Love
- Westlife - World of Our Own
- Village People - YMCA

## Singstar Party
Singstar Party propone una selezione musicale.
Con 30 brani originali completi di videoclip, spaziando dai classici per finire con artisti più attuali, la selezione italiana si va ad aggiungere ad una internazionale.

### Tracce diSingStar Party
- Alicia Keys - Fallin'
- Bill Withers - Ain't No Sunshine
- Bob Marley - No Woman, No Cry
- Buggles - Video Killed the Radio Star
- Cyndi Lauper - Girls Just Want to Have Fun
- Destiny's Child - Survivor
- Dido - White Flag
- Duran Duran - Hungry like the Wolf
- Elton John & Kiki Dee - Don't Go Breaking My Heart
- Franz Ferdinand - Take Me Out
- George Michael - Faith
- Pink - Just like a Pill
- Spice Girls - Who Do You Think You Are
- The Foundations - Build Me Up Buttercup
- The Police - Every Breath You Take
- Bluvertigo - Altre forme di vita
- Fiorello - Vivere a colori
- Loredana Bertè - Il mare d'inverno
- Paola & Chiara - Blu
- Irene Grandi - Bambine cattive
- Zeropositivo - Fasi
- 883 - Come mai
- Eugenio Bennato - Si tratta dell'amore
- Ivana Spagna - Gente come noi
- Alexia - Dimmi come...
- Anna Oxa - Senza pietà
- Daniele Stefani - Un giorno d'amore

## SingStar Radio 105
Raccolta dei migliori successi di Radio 105 che sponsorizza questo SingStar, ha la particolarità di avere il "Rappometro" che misura la capacità di fare rap ed è l'unico che lo supporta. In caso sia inserito prima un altro disco SingStar, nel momento di andarlo a cambiare con un altro, le canzoni di S Radio105 che lavorano con il rappometro non vengono lette dalla PlayStation 2.

### Tracce diSingStar Radio 105
- Negrita - Magnolia
- Alexia - Da grande
- La Differenza - Che farò
- Subsonica - Tutti i miei sbagli
- Afterhours - Non è per sempre
- Aeroplanitaliani - Canzone d'amore
- Francesco Renga - Meravigliosa (la Luna)
- Elisa - Luce (tramonti a nord est)
- Alex Britti - Oggi sono io
- Zucchero Fornaciari - Baila
- Biagio Antonacci - Convivendo
- Neffa - Le ore piccole
- Velvet - Funzioni primarie
- Tiziano Ferro - Sere nere
- Zucchero - Il grande Baboomba
- Paola & Chiara - A modo mio
- Hoobastank - The Reason
- The Black Eyed Peas - Shut Up
- Beyoncé - Crazy in Love
- Good Charlotte - I Just Wanna Live
- Keane - Somewhere Only We Know
- Robbie Williams - Let Me Entertain You
- Ronan Keating & Yusuf Islam - Father and Son
- The Dandy Warhols - Bohemian Like You
- Robbie Willams & Kylie Minogue - Kids
- Kylie Minogue - In Your Eyes
- Blink-182 - What's My Age Again
- OutKast - Roses
- Joss Stone - Super Duper Love (Are You Digging On Me?)

## SingStar '80s
Compendio delle più famose canzoni degli anni 80.

### Tracce diSingStar '80s
- Belinda Carlisle - Heaven Is a Place on Earth
- Blondie - Atomic
- Culture Club - Karma Chameleon
- Donatella Rettore - Kobra
- Duran Duran - Rio
- Europe - The Final Countdown
- Fausto Leali & Anna Oxa - Ti lascerò
- Frankie Goes to Hollywood - The Power Of Love
- Gianni Morandi, Enrico Ruggeri & Umberto Tozzi - 'Si può dare di più
- Giuni Russo - Un'estate al mare
- Grazia Di Michele - La ragazza di Gauguin
- Gruppo Italiano - Tropicana
- Kate Bush - Running Up That Hill
- Katrina and the Waves - Walking On Sunshine
- Litfiba - El Diablo
- Loredana Bertè - Non sono una signora
- Madonna - Material Girl
- Marcella Bella - Nell'aria
- Pupo - Su di noi
- Raf - Cosa resterà degli anni '80
- Simple Minds - Don't You (Forget About Me)
- Soft Cell - Tainted Love
- Stadio - Chiedi chi erano i Beatles
- Tears For Fears - Everybody Wants to Rule the World
- Tina Turner - Simply the Best
- Umberto Balsamo - Balla
- Umberto Tozzi - Gloria
- Vasco Rossi - Vita spericolata
- Wham! - Wake Me Up Before You Go-Go
- Zucchero Fornaciari & The Randy Jackson Band - Donne

## Singstar Rocks!
Singstar Rocks! offre ai giocatori un arcobaleno di melodie rock che passa dalle tinte più melodiche a quelle più heavy. Non vi sono canzoni italiane.

### Tracce diSingStar Rocks!
- Bloc Party - Banquet
- Blur - Song 2
- Bowling for Soup - 1985
- Coldplay - Speed of Sound
- Deep Purple - Smoke on the Water
- Franz Ferdinand - Do You Want To
- Gwen Stefani - What You Waiting For?
- Hard-Fi - Hard to Beat
- Hole - Celebrity Skin
- Jet - Are You Gonna Be My Girl
- Kasabian - Club Foot
- Keane - Everybody's Changing
- Kings of Leon - The Bucket
- KT Tunstall - Black Horse and the Cherry Tree
- Maxïmo Park - Apply Some Pressure
- Nirvana - Come as You Are
- Queen - Don't Stop Me Now
- Queens of the Stone Age - Go with the Flow
- Razorlight - Somewhere Else
- Scorpions - Wind of Change
- Snow Patrol - Run
- Stereophonics - Dakota
- The Bravery - An Honest Mistake
- The Cardigans - My Favourite Game
- The Hives - Hate to Say I Told You So
- The Killers - Somebody Told Me
- The Offspring - Self Esteem
- The Rolling Stones - Paint It Black
- The Undertones - Teenage Kicks
- Thin Lizzy - The Boys Are Back in Town

## SingStar Anthems
SingStar Anthems può essere considerato come la versione inglese di Top IT, e contiene canzoni particolarmente indicate per voci femminili (per la grande presenza di canzoni cantate da donne o comunque eseguite in falsetto).
Le canzoni contenute nel gioco sono più o meno tutte note al pubblico internazionale, viene percorso parte del panorama musicale Pop anni 80, senza escludere dei classici rock, come Radio Ga Ga.

### Tracce diSingStar Anthems
- Queen - Radio Ga Ga
- Bonnie Tyler - Total Eclipse of the Heart
- Take That con Lulu - Relight My Fire
- Cher - If I Could Turn Back Time
- Steps - Deeper Shade of Blue
- Dead or Alive - You Spin Me Round (like a Record)
- Candi Staton - Young Hearts Run Free
- Gloria Gaynor - I Will Survive
- Bananarama - I Heard A Rumour
- Pussycat Dolls - Don't Cha
- LeAnn Rimes - Can't Fight the Moonlight
- Donna Summer - I Feel Love
- Bucks Fizz - Making Your Mind Up
- The Weather Girls - It's Raining Men
- Ultra Naté - Free
- Scissor Sisters - Laura
- Kim Wilde - Kids in America
- Whitney Houston - I Wanna Dance with Somebody
- Girls Aloud - Biology
- Charlotte Church - Crazy Chick

## SingStar Legends
30 brani fra stranieri ed italiani degli artisti più famosi degli ultimi venti anni.

### Tracce diSingStar Legends
- 883 - Una canzone d'amore
- Aretha Franklin - Respect
- Barry White - You're the First, the Last, My Everything
- Carmen Consoli - Confusa e felice
- Carmen Consoli - Parole di burro
- David Bowie - Life on Mars?
- Depeche Mode - Enjoy the Silence
- Dusty Springfield - Son of a Preacher Man
- Elton John - Rocket Man
- Elvis Presley - Blue Suede Shoes
- Jackie Wilson - Reet petit
- Jovanotti - Bella
- Ligabue - A che ora è la fine del mondo?
- Lynyrd Skynyrd - Sweet Home Alabama
- Pooh - Uomini soli
- Madonna - Papa Don't Preach
- Marvin Gaye - I Heard It Through the Grapevine
- Nirvana - Smells Like Teen Spirit
- Pet Shop Boys - Always on My Mind
- Sam Cooke - (What a) Wonderful World
- The Jackson 5 - I Want You Back
- The Police - Roxanne
- The Rolling Stones - Sympathy for the Devil
- Tina Turner - What's Love Got to Do with It?
- U2 - Vertigo
- Zucchero - Diamante
- Whitney Houston - The greatest love of all
- Zucchero - Con le mani

## Singstar Top It
Con Singstar Top It è possibile avvicinarsi al mondo della musica leggera nostrana.
Venti brani dei più famosi artisti italiani come Jovanotti, Biagio Antonacci, Negramaro, Elisa, Raf.

### Tracce diSingStar Top It
- Alex Britti - Prendere o lasciare
- Biagio Antonacci - Sappi amore mio
- Biagio Antonacci - Pazzo di lei
- Elisa - Una poesia anche per te
- Gianluca Grignani - Il re del niente
- Irene Grandi - Lasciala andare
- Jovanotti - Mi fido di te
- L'Aura - Una favola
- Le Vibrazioni - Raggio di sole
- Luca Dirisio - Calma e sangue freddo
- Max Pezzali - Lo strano percorso
- Negramaro - Estate
- Negramaro - Solo3min
- Negrita - Rotolando verso sud
- Negrita - L'uomo sogna di volare
- Paolo Meneguzzi - Sara
- Raf - In tutti i miei giorni
- Simone Cristicchi - Vorrei cantare come Biagio
- Sugarfree - Cleptomania
- Velvet - Dovevo dirti molte cose

## SingStar Pop Hits
Con Singstar Pop Hits entreremo nel mondo del Pop Commerciale, passando da Avril Lavigne per arrivare agli U2.

### Tracce diSingStar Pop Hits
- Akon - Lonely
- All Saints - Black Coffee
- Ashlee Simpson - Boyfriend
- Avril Lavigne - My Happy Ending
- Britney Spears - Baby One More Time
- Cascada - Everytime We Touch
- Corinne Bailey Rae - Put Your Records On
- Daniel Powter - Bad Day
- Dannii Minogue - I Begin To Wonder
- Evanescence - Bring Me to Life
- Fall Out Boy - Dance, Dance
- Girls Aloud - No Good Advice
- Goldfrapp - Oh La La
- Jamelia - Beware Of The Dog
- James Morrisson - You Give Me Something
- Jennifer Lopez - Jenny from the Block
- JoJo - Leave (Get Out)
- Lemar - It's Not That Easy
- Lily Allen - Littlest Things
- My Chemical Romance - Helena
- Nelly Furtado - Promiscuous
- Norah Jones - Don't Know Why
- Orson - Bright Idea
- Razorlight - Golden Touch
- Rihanna - SOS
- Scissor Sisters - I Don't Feel Like Dancin'
- Sugababes - Push the Button
- Travis - Sing
- U2 - Beautiful Day
- Will Young - Switch It On

## SingStar 90s
Compendio delle più famose canzoni degli anni 90.

### Tracce diSingStar 90s
- All Saints - Never Ever
- Aqua - Barbie Girl
- The B-52s - Love Shack
- Barenaked Ladies - One Week
- Billy Ray Cyrus - Achy Breaky Heart
- Crash Test Dummies - Mmm Mmm Mmm Mmm
- Divinyls - I Touch Myself
- EMF - Unbelievable
- Gin Blossoms - Hey Jealousy
- Lisa Loeb - Stay
- M People - Movin' On Up
- MC Hammer - U Can't Touch This
- Meredith Brooks - Bitch
- Natalie Imbruglia - Torn
- New Kids on the Block - Step by Step
- Nick Cave & Kylie Minogue - Where the Wild Roses Grow
- Poison - Unskinny Bop
- Radiohead - Creep
- R.E.M - Everybody Hurts
- Rochford - Only To Be With You
- Savage Garden - I Want You
- Seal - Kiss from a Rose
- Sir Mix-a-Lot - Baby Got Back
- Spice Girls - Wannabe
- Spin Doctors - Two Princes
- Technotronic con Felly - Pump Up the Jam
- The Cardigans - Lovefool
- The Cranberries - Zombie
- The Cure - Friday I'm in Love
- Wet Wet Wet - Love Is All Around

## SingStar Rock Ballads

### Tracce diSingStar Rock Ballads
- Air Supply - All Out of Love
- Alannah Myles - Black Velvet
- Anastacia - Left Outside Alone
- Avril Lavigne - I'm with You
- Boston - More Than a Feeling
- Boy Meets Girl - Waiting For A Star To Fall
- Cutting Crew - I Just Died In Your Arms Tonight
- Cyndi Lauper - Time After Time
- Duran Duran - Ordinary World
- Europe - Carrie
- Heart - Alone
- Jon Secada - Just Another Day
- Lone Star - Amazed
- Marc Cohn - Walking in Memphis
- Meat Loaf - I'd Do Anything for Love (But I Won't Do That)
- Mr. Big - To Be with You
- Mr. Mister - Broken Wings
- Mr Mister - Kyrie
- Nickelback - How You Remind Me
- Nilsson - Without You
- Poison - Every Rose Has Its Thorn
- Queen - The Show Must Go On
- Roxette - It Must Have Been Love
- Roxette - Listen To Your Heart
- Starship - Nothing's Gonna Stop Us Now
- Sugababes - Too Lost in You
- The Calling - Wherever You Will Go
- Tina Arena - Chains
- Toto - Africa
- T'Pau - China In Your Hands

## SingStar R&B
Solo per PlayStation 2.

### Tracce diSingStar R&B
- Amerie - 1 Thing
- Amy Winehouse - Back to Black
- Anastacia - I'm Outta Love
- Beverley Knight - Come As You Are
- Black Eyed Peas - Pump It
- Chris Brown - Yo (Excuse Me Miss)
- Christina Milian - Am 2 Pm
- Corinne Bailey Rae - I'd Like To
- Destiny's Child - Bootylicious
- Diana Ross & The Supremes - Baby Love
- DJ Jazzy Jeff & the Fresh Prince - Summertime
- Edwin Starr - War
- En Vogue - My Lovin' (You're Never Gonna Get It)
- Four Tops - I Can't Help Myself
- Gwen Stefani - Hollaback Girl
- Inner City - Good Life
- Jamelia - Thank You
- Jamiroquai - Alright
- Luther Vandross - Never Too Much
- Mark Ronson (con Daniel Merriweather) - Stop Me
- Martha Reeve & The Vandellas - Dancing in the Street
- Marvin Gaye & Tammii Tarrelle - Ain't No Mountain High Enough
- OutKast - Idlewild Blue (Don'Tchu Worry 'Bout Me)
- Pussycat Dolls - Buttons
- Rihanna - We Ride
- Salt-n-Pepa - Push It
- Sugababes - Ugly
- The 411 - Dumb
- Whitney Houston - My Love Is Your Love
- Womack & Womack - Teardrops

## SingStar Italian Party

### Tracce diSingStar Italian Party
- 883 - Sei un mito
- Gigi D'Alessio - L'amore che non c'è
- Tiromancino - Amore impossibile
- Adriano Pappalardo - Ricominciamo
- Laura Pausini - Resta in ascolto
- Valeria Rossi - Tre parole
- Alex Baroni - Onde
- Luca Barbarossa - Al di là del muro
- Vasco Rossi - Albachiara
- Daniele Silvestri - Gino e l'Alfetta
- Lucio Dalla - Attenti al lupo
- Vasco Rossi - C'è chi dice no
- Eros Ramazzotti - Adesso tu
- Mango - Ti amo così
- Zucchero - Diavolo in me
- Franco Califano - Tutto il resto è noia
- Peppino di Capri - St Tropez Twist
- Zucchero - Un kilo
- Gianluca Grignani - Destinazione Paradiso
- Raf - Sei la più bella del mondo

## SingStar Italian Greatest Hits

### Tracce diSingStar Italian Greatest Hits
- 883 - Come mai
- 883 - Una canzone d'amore
- Anna Oxa - Senza pietà
- Biagio Antonacci - Convivendo
- Donatella BallaRettore - Cobra
- Fausto Leali & Anna Oxa - Ti lascerò
- Francesco Renga - Meravigliosa (la Luna)
- Irene Grandi - Bambine cattive
- Jovanotti - Ragazzo fortunato
- Ligabue - A che ora è la fine del mondo
- Gruppo Italiano - Tropicana
- Luca Dirisio - Calma e sangue freddo
- Paola & Chiara - Vamos a bailar (Esta vida nueva)
- Pupo - Su di noi
- Simone Cristicchi - Vorrei cantare come Biagio
- Subsonica - Nuova ossessione
- Tiziano Ferro - Sere nere
- Umberto Balsamo - Balla
- Vasco Rossi - Vita spericolata
- Zucchero - Donne

## SingStar Italian Party 2

### Tracce diSingStar Italian Party 2
- Jovanotti - Un Raggio Di Sole Per Te
- Jovanotti - L'ombelico del mondo
- Articolo 31 - Tranqi Funky
- Laura Pausini - E ritorno da te
- Neffa - Cambierà
- Biagio Antonacci - Sognami
- Povia - I bambini fanno "ooh..."
- Francesco Baccini e Ladri di Biciclette - Sotto questo sole
- Lu Colombo - Maracaibo
- Gianluca Grignani - La mia storia tra le dita
- Rino Gaetano - Gianna
- Syria - Se t'amo o no
- Gigi D'Alessio - Mon Amour
- Luciano Ligabue - Certe notti
- Luciano Ligabue - Non è tempo per noi
- Tiziano Ferro - E fuori è buio
- Irene Grandi - Sono come tu mi vuoi
- Max Gazzè - L'Amore Pensato
- Max Gazzè - L'uomo più furbo
- Vasco Rossi - Una canzone per te

## SingStar Queen
Singstar Queen offre lo stesso gameplay dei precedenti capitoli ma si basa esclusivamente sui grandi successi della rock band britannica.

## SingStar ABBA
SingStar ABBA, come per il capitolo riservato ai Queen, offre una Tracklist esclusivamente della band svedese.

## Singstar Frozen: Il Regno di Ghiaccio
Il gioco, basato sul franchise di Frozen, è uscito in Italia il 3 dicembre 2014 e in Germania il 17 dicembre 2014 sotto il nome di SingStar: Die Eiskönigin - Völlig unverfroren.

## SingStar Internazionale
- SingStar UK
- SingStar Party UK
- SingStar Radio105 UK
- SingStar'80s UK
- SingStar Rocks! UK
- SingStar Anthems UK
- SingStar Legends UK
- SingStar Pop Hits UK

## Accoglienza
La rivista Play Generation classificò la serie come quinto miglior rappresentante del genere party del 2008.